# Riberetes
Riberetes, és una partida en part constituïda per camps de conreu del terme municipal de Conca de Dalt, al Pallars Jussà, a l'antic terme de Toralla i Serradell, en el territori del poble d'Erinyà.
Està situada a llevant d'Erinyà, a l'espai comprès entre la Carretera d'Erinyà (ponent) i la N-260 (llevant), a la riba dreta del Flamisell. És al sud de les Bancalades i al nord-est de les Vies.